# Демиевская (станция метро)
«Деми́евская» (укр. «Демі́ївська»,  (слушать)о файле) — 47-я станция Киевского метрополитена. Расположена в Голосеевском районе, на Оболонско-Теремковской линии между станциями «Лыбедская» и «Голосеевская».  Открыта 15 декабря 2010 года. Название — от исторической местности Демиевка. Пассажиропоток — 18,7 тысячи чел./сутки. С 13 декабря 2023 года по 12 сентября 2024 года в связи с разгерметизацией тоннеля на перегоне Лыбедская—Демиевская, станция принимала поезда курсирующие в режиме челнока по маршруту Демиевская—Теремки, с основной частью линии связь была прервана на время ремонта.

## Конструкция
Станция мелкого заложения. Имеет подземный зал с островной посадочной платформой. Своды зала опираются на два ряда колонн. Платформа соединена четырёхленточным одномаршевым эскалатором с подземным вестибюлем, который выходит в подземный переход под Голосеевским проспектом к Национальной библиотеке им. Вернадского и Центральному автовокзалу, к Демиевской площади, проспектам Валерия Лобановского и Науки. Наземные вестибюли отсутствуют. На торце станции в сторону центра имеется аварийный выход в соседний подземный переход.
Является первой станцией в Киевском метрополитене, в которой эскалаторы установлены в центре платформы, а не в торце, как обычно.

## История строительства
Сооружена в составе участка продления Куренёвско-Красноармейской линии метрополитена от станции «Лыбедская» до станции «Выставочный центр» в Голосеевском районе. Общая длина нового участка линии из четырёх станций составляет 4,8 км. Открытие станции в составе участка планировалось на 2007—2008 год, однако из-за технических проблем и недостатка финансирования строительство несколько раз приостанавливалось и срок открытия перенесли сначала на 2009, а затем на 2010 год.
5 ноября 2010 года был осуществлен пуск пробного поезда на участке «Лыбедская» — «Васильковская».
Торжественное открытие станции состоялось 15 декабря 2010 года 
8 декабря 2023 станция временно закрыта для пассажиров из-за повреждения тоннеля плывуном возле 73 пикета в сторону станции «Лыбедская». Как бомбоубежище станция продолжает работать круглосуточно.

## Изображения
- Центральный зал
- Посадочная платформа
- Посадочная платформа
- Эскалаторы
- Участок платформы под кассовым залом
- Схема линии на путевой стене
- Название станции на путевой стене
- Вход на станцию

## Режим работы
Открытие — 05:49, закрытие — 22:34. В режиме бомбоубежища станция работает круглосуточно.
Отправление первого поезда в направлении:
ст. «Героев Днепра» — 6:02
ст. «Теремки» — 5:55
Отправление последнего поезда в направлении:
ст. «Героев Днепра» — 22:41
ст. «Теремки» — 22:54